# Pfarrkirche Tröpolach

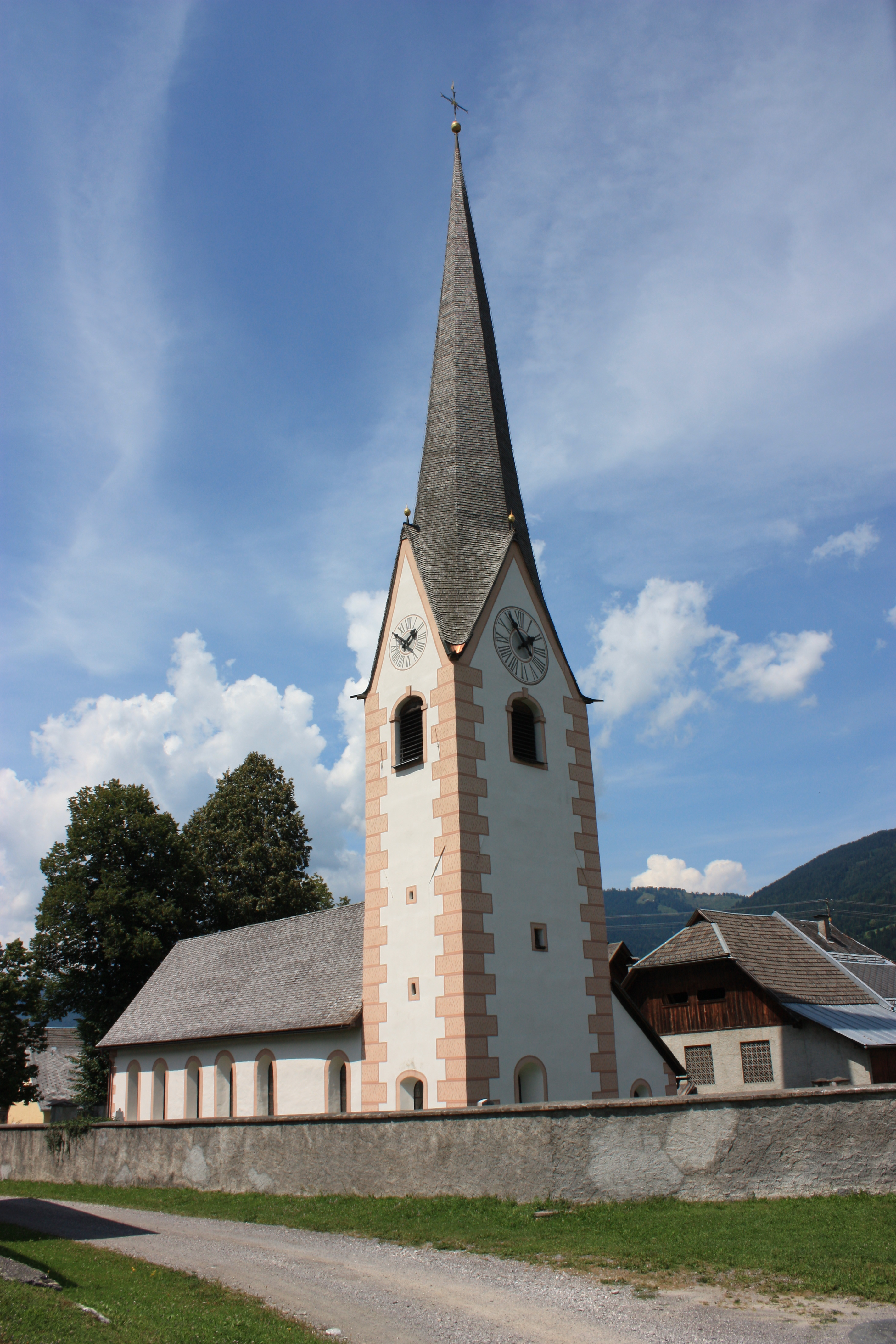
Pfarrkirche Tröpolach

Die Pfarrkirche Tröpolach ist ein teilweise mittelalterliches Kirchengebäude in der Katastralgemeinde Tröpolach in der Gemeinde Hermagor im Bundesland Kärnten, Österreich. Sie ist dem Heiligen Georg geweiht. 1228 wurde sie zum ersten Mal als Filialkirche von Hermagor erwähnt. Am 13. Mai 1342 wurde sie zur selbstständigen Pfarre erhoben.
1953 wurde der westliche Zubau ausgeführt, wodurch der Innenraum der Kirche um rund ein Drittel vergrößert wurde.
1976 wurde die Kirche innen und außen renoviert, da sie in der Nacht zum 6. Mai 1976 durch ein Erdbeben schwer beschädigt worden war. Verbunden mit dieser Renovation wurde auch eine neue Kirchturmuhr eingebaut.
2003 wurde das Kirchenschiff neu eingedeckt. Von 2005 bis 2006 wurde um die Kirche eine Drainage gegraben, um sie trockenzulegen. Außerdem wurde die Kirche innen und außen renoviert. Auf der Friedhofsmauer wurden Strahler zur Beleuchtung der Kirche angebracht.
In der Kirche gibt es zwei Seitenaltäre. Der linke ist der „Unbefleckten Empfängnis“ geweiht und stammt aus der Zeit um 1670. Der rechte Seitenaltar ist dem Hl. Josef geweiht und zeigt seinen Tod. Dieser Altar wurde 1700 errichtet. Der achteckige Taufstein in der Seitenkapelle stammt aus der Zeit der Gotik. Die Decke der Kirche wird von einem gotischen Kreuzrippengewölbe mit verschieden bemalten Wappenschlusssteinen geprägt. Die Gurtbogen werden von Halbsäulen, die in den Wand eingelassen sind, getragen. Die Predigtkanzel ist in der Zeit des Rokoko am Ende des 18. Jahrhunderts entstanden. Der Hochaltar ist dem Hl. Georg geweiht und entstand um 1858.